# Burghal Hidage

Karte der im Burghal Hidage aufgelisteten Burhs

Als Burghal Hidage werden sieben Dokumente bezeichnet, in denen die angelsächsischen Befestigungen zur Abwehr der Wikinger an der Wende vom 9. zum 10. Jahrhundert aufgelistet sind.

## Geschichtlicher Hintergrund und Inhalt
Alfred der Große besiegte die Wikinger unter Guthrum 878 bei Edington (Wiltshire). Sein geschlagener Gegner, König Guthrum, ließ sich daraufhin taufen und zog sich in sein Königreich East Anglia zurück. Bis 892 unterblieben weitere Angriffe der Wikinger, was Alfred Zeit gab, sein Land durch ein Netzwerk von Festungen zu schützen und so neuen Angriffen der Wikinger entgegenzuwirken.
Im Burghal Hidage, das möglicherweise bereits in den 880er Jahren, spätestens aber 917 entstand, sind 33 burhs („Burgen“) und die zur Versorgung der Soldaten erforderlichen Ländereien aufgeführt. Zugrundegelegt wurde eine Besatzung von einem Mann je 1,25 m der Wallanlage, für dessen Unterhalt ein Hide veranschlagt wurde. Eine solche „Kriegssteuer“ ist urkundlich bereits seit der Mitte des 8. Jahrhunderts belegt. Eine Neuerung stellte hingegen die Schaffung eines stehenden Heeres durch Alfred den Großen für das angelsächsische England dar.
Die Bedeutung des Burghal Hidage zum Verständnis der angelsächsischen Verteidigungsstrategie liegt darin, dass nicht nur Lage und Größe der Befestigungen, sondern auch die Garnisonsstärke erfasst wurden. Die Befestigungen gingen teilweise auf eisenzeitliche (z. B. Pilton) und römische Ursprünge (z. B. Bath) zurück, zum Teil wurden sie neu errichtet.
Keines der sieben als Burghal Hidage bezeichneten Dokumente enthält eine vollständige Liste. Die erhaltenen Exemplare gehen wohl auf zwei ältere Originale zurück und stammen aus der Zeit von Eduard dem Älteren (899–924). Die beiden letzten Einträge (Worcester und Warwick) sind spätere Ergänzungen.
| Name des borough             | zugeordnete Ländereien (in hides) |
| ---------------------------- | --------------------------------- |
| Eorpeburnan (Lage unbekannt) | 324                               |
| Hastings                     | 500                               |
| Lewes                        | 1300                              |
| Burpham (bei Arundel)        | 720                               |
| Chichester                   | 1500                              |
| Portchester (bei Portsmouth) | 500                               |
| Southampton                  | 150                               |
| Winchester                   | 2400                              |
| Wilton                       | 1400                              |
| Chisbury (bei Hungerford)    | 700                               |
| Shaftesbury                  | 700                               |
| Twynam (heute Christchurch)  | 470                               |
| Wareham                      | 1600                              |
| Bridport (in Dorset)         | 760                               |
| Exeter                       | 734                               |
| Halwell (in Devon)           | 300                               |
| Lydford                      | 140                               |
| Pilton (bei Barnstaple)      | 360                               |
| Watchet (bei Bridgwater)     | 513                               |
| Axbridge (in Somerset)       | 400                               |
| Lyng (in Somerset)           | 100                               |
| Langport (in Somerset)       | 600                               |
| Bath                         | 1000                              |
| Malmesbury                   | 1200                              |
| Cricklade                    | 1500                              |
| Oxford                       | 1400                              |
| Wallingford                  | 2400                              |
| Buckingham                   | 1600                              |
| Sashes Island (bei Cookham)  | 1000                              |
| Eashing (bei Godalming)      | 600                               |
| Southwark                    | 1800                              |
| Worcester                    | 1200                              |
| Warwick                      | 2400                              |